# (1585) Union
(1585) Union – planetoida z pasa głównego asteroid okrążająca Słońce w ciągu 5 lat i 8 dni w średniej odległości 2,93 au. Została odkryta 7 września 1947 roku w Union Observatory w Johannesburgu przez Ernesta Johnsona. Nazwa planetoidy pochodzi od obserwatorium w którym została odkryta. Przed nadaniem nazwy planetoida nosiła oznaczenie tymczasowe (1585) 1947 RG.